# Лавров (Львовская область)
Лавров (укр. Лаврів) — село в Старосамборской городской общине Самборского района Львовской области Украины, расположено на реке Лининка.
Население по данным 2015 года составляло 433 человека. Население по переписи 2001 года составляло 461 человек. Занимает площадь 3,42 км². Почтовый индекс — 82076. Телефонный код — 3238.

## История
Первое письменное упоминание о селе датировано 1291 годом. На территории села с XIII в. существует древнейший монастырь Святого Онуфрия на Украине.

## Достопримечательности
- Лавровский базилианский монастырь Святого Онуфрия — архитектурный и художественный памятник XIII века.
- По легенде, в с. Лаврове похоронен сын Великого князя киевского (1240), короля Даниила Галицкого — Лев Данилович, князь Галицко-Волынского княжества, в честь которого назван город Львов.

## Известные уроженцы
- Звиринский, Карл Йосифович (1923—1997) — украинский советский художник, педагог.